# Everything's Fine
Everything's Fine é o segundo álbum de estúdio da banda americana de pop punk The Summer Set, lançado em 19 de julho de 2011, pela gravadora Razor & Tie.
Para o álbum, o grupo passou algum tempo compondo juntamente com Paul Doucette de Matchbox 20 e Daly Mike de Whiskeytown em Nashville, e gravando com o produtor veterano John Fields:
| “ | Ele nos empurrou duro, e fez muito por nós. Tivemos algumas demos iniciais que soavam como o nosso último disco, mas quando foram feitas, tudo parecia tão novo e diferente. | ” |

O álbum apresenta uma história mais sutil do The Summer Set. Até mesmo o rosto triste na capa do álbum é um indício de que há várias novas faces para o grupo.
| “ | O título é um pouco sarcástico. Nosso primeiro disco foi uma emoção só. Everthing's Fine é yin e yang. Nós tivemos alguns altos e baixos recentemente, alguns rompimentos, alguns ensaios gerais e tribulações. Este é um álbum que diz que nós somos jovens, mas crescendo e experimentando coisas novas. Então, de certa forma, é otimista, também. | ” |

## Faixas
| N.º | Título               | Compositor(es)                                        | Duração |  |
| 1.  | "About a Girl"       | B. Dales, J. Gomez, J. Montgomery, S. Gomez, J. Bowen | 3:54    |  |
| 2.  | "When We Were Young" | B. Dales, J. Gomez, J. Montgomery, S. Gomez, J. Bowen | 3:47    |  |
| 3.  | "Someone Like You"   | B. Dales, J. Gomez, J. Montgomery, S. Gomez, J. Bowen | 3:22    |  |
| 4.  | "Back to The Start"  | B. Dales, J. Gomez, J. Montgomery, S. Gomez, J. Bowen | 3:51    |  |
| 5.  | "Must Be The Music"  | B. Dales, J. Gomez, J. Montgomery, S. Gomez, J. Bowen | 3:17    |  |
| 6.  | "Thick As Thieves"   | B. Dales, J. Gomez, J. Montgomery, S. Gomez, J. Bowen | 3:05    |  |
| 7.  | "Mannequin"          | B. Dales, J. Gomez, J. Montgomery, S. Gomez, J. Bowen | 3:40    |  |
| 8.  | "Mona Lisa"          | B. Dales, J. Gomez, J. Montgomery, S. Gomez, J. Bowen | 2:32    |  |
| 9.  | "Begin Again"        | B. Dales, J. Gomez, J. Montgomery, S. Gomez, J. Bowen | 3:16    |  |
| 10. | "Love To You"        | B. Dales, J. Gomez, J. Montgomery, S. Gomez, J. Bowen | 3:02    |  |
| 11. | "Don't Let Me Go"    | B. Dales, J. Gomez, J. Montgomery, S. Gomez, J. Bowen | 4:16    |  |

## Singles
Someone Like You
Em 6 de maio, a banda lançou uma multidão proveniente do vídeo lírico de "Someone Like You". O vídeo apresentado foi gravado ao vivo e tirado por fãs da banda durante a turnê Dirty Work com All Time Low.
When We Were Young
Em 6 de junho, a banda lançou uma enquete através de sua página no MySpace, pedindo aos fãs para escolherem a próxima música que seria o próximo single do álbum. Canções como "Thick as Thieves", "Back to The Start" e "When We Were Young" foram as mais cogitadas e a canção com mais votos (When We Were Young) foi revelada uma semana após a votação.